# نهر فارتا

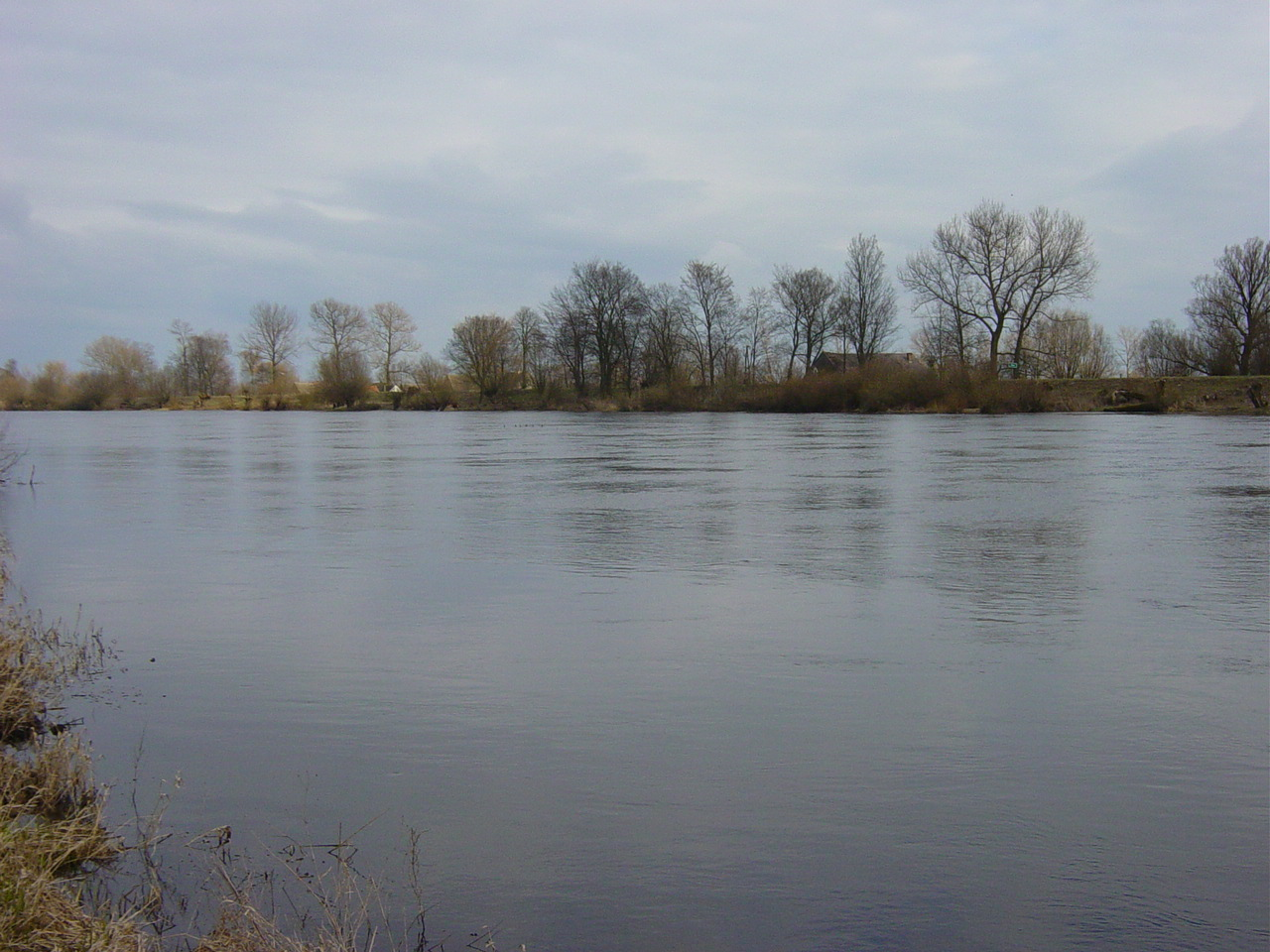
نهر فارتا

فارتا (بالبولندية: Warta) وهو نهر يقع في وسط غرب بولندا وهو فرع من نهر الأودر يبلغ طول النهر 802 كلم ويعتبر ثالث أطول نهر في بولندا وتبلغ مساحة المدينة 54,529 كلم.